# Prințul Johann Georg al Saxoniei
Prințul Johann Georg Pius Karl Leopold Maria Januarius Anacletus de Saxonia, Duce de Saxonia (germană Prinz Johann Georg Pius Karl Leopold Maria Januarius Anacletus von Sachsen, Herzog zu Sachsen; 10 iulie 1869, Dresda - 24 noiembrie 1938, Altshausen) a fost al șaselea copil și al doilea fiu al regelui George al Saxoniei și a soției acestuia, Maria Anna a Portugaliei și fratele mai mic al ultimului rege al Saxoniei, Frederic August al III-lea al Saxoniei. Johann Georg este bine cunoscut drept un expert și un avid colecționar de artă.

## Biografie
Johann Georg a fost al șaselea din cei opt copii ai lui George al Saxoniei (1832-1904), penultimul rege al Saxoniei, și ai soției acestuia, Infanta Maria Ana a Portugaliei. A fost al doilea fiu al cuplului regal. Prințul a fost crescut la Dresda și a primit o educație romano-catolică strictă.
Și-a început educația cu profesori particulari până în 1881 când a început pregătirea militară. Din 1889 până în 1890, Johann Georg și fratele său mai mic Maximilian au studiat împreună la Freiburg im Breisgau. După trecerea la Universitatea din Leipzig, Johann Georg a urmat în principal cursuri de istorie și istoria artei. În 1909, prințul a primit un doctorat onorific de la Universitatea din Leipzig.
La 5 aprilie 1894, la Stuttgart, regatul de Württemberg, Johann Georg s-a căsătorit prima dată cu Ducesa Maria Isabella de Württemberg, al treilea copil și a doua fiică a Ducelui Filip de Württemberg și a Arhiducesa Maria Theresa a Austriei. Maria Isabella a murit la 24 mai 1904 la vârsta de 32 de ani, la Dresda.
S-a recăsătorit la 30 octombrie 1908, la Cannes, Franța, cu Prințesa Maria Immaculata de Bourbon-Două Sicilii, al patrulea copil și fiica cea mare a Prințului Alfonso, Conte de Caserta și a soției acestuia, Prințesa Antonietta a celor Două Sicilii. Ambele căsătorii au rămas fără copii.
Din 1902, Johann Georg a locuit la Schloss Weesenstein, la aproximativ 30 km de Dresda. În 1914, prințul a comandat regimentul 107 de infanterie.. În 1918, după sfârșitul Primului Război Mondial și abdicarea fratelui său Frederick Augustus al III-lea, Johann Georg a vândut Schloss Weesenstein și și-a mutat domiciliul la Freiburg im Breisgau, unde a rămas până la sfârșitul vieții sale. El a scris o biografie a unchiului său regele Albert și a publicat diverse broșuri ale istoriei artei.
Prințul a fost pasionat de călătorie, în timpul căreia și-a dobândit piese pentru colecțiile sale. A călătorit de multe ori în Rusia, Asia Mică și Marea Mediterană și a fost deosebit de interesat de arta creștină și arta bisericii primare. A colecționat obiecte de artă egiptene, ushabti, mumii, obiecte de teracotă, vase negre și roșii din Grecia antică, reliefuri funerare din Palmyra, vase de epocă, etc. El a fost, de asemenea, fascinat de arta bizantină, toate tipurile de cruci ortodoxe și icoane. De asemenea, a avut o mare colecție de arhive fotografice de artă din călătoriile sale.
Statul [Renania-Palatinat]] a achiziționat colecțiile sale în 1949-1950 și le-a depozitat la Institutul de Istoria Artei de la Universitatea Johannes Gutenberg din Mainz. Din 1981 sunt depozitate la Muzeul de Stat din Mainz.